# Beau Casper Smart
Beau Casper Smart (* 6. April 1987 in Anaheim, Kalifornien) ist ein US-amerikanischer Schauspieler, Tänzer und Choreograf. Er ist mexikanischer Abstammung.

## Leben
Casper Smart ist in Anaheim geboren und aufgewachsen, zusammen mit seinen Schwestern Bree Smart, Bailey Smart & Brooklyn Smart, und seinem Bruder Brandon Smart. Casper Smart hat mit dem Tanzen angefangen, als er etwa 17 war. Er begann auf der Straße und auf Parkplätzen zu tanzen und wurde in der Straßenwelt richtig groß. Er wurde weltweit ziemlich bekannt, weil es eine große Bewegung war und er ziemlich gut war. Mit 19 bekam er einen Vertrag und drehte sein erstes Musikvideo mit Sean Paul und Keiyshia Cole. Mit 22 choreografierte er für Beyoncé. Er habe die Choreografie für „Run the World“ und einige Grammy-Auftritte für sie gemacht. Mit 24 habe er mit dem Tanzen aufgehört. Er habe nie wieder einen Tanzjob angenommen und war nur als Choreografin tätig. Nebenbei hat Casper Smart angefangen zu schauspielern, und dann bin ich mit beidem hin und her gegangen. Casper Smart ist der Ex-Freund von Jennifer Lopez. Die Jahre 2014 und 2015 erwiesen sich als Glanzjahre für den Schauspieler Beau „Casper“ Smart, der Rollen in acht Projekten verkörperte, in denen er unverwechselbare Charaktere porträtierte, die vom umkämpften UFC-Kämpfer bis zum egomanischen Jugendfußballtrainer reichten. Casper Smart war von 2011 bis 2016 mit Jennifer Lopez liiert.

## Filmografie
- 2009: Dance Flick – Der Allerletzte Tanzfilm (Dance Flick)
- 2009: Alvin und die Chipmunks 2 (Alvin and the Chipmunks: The Squeakquel)
- 2010: Toni Braxton: Make My Heart (Musik-Video)
- 2010: Step Up 3D
- 2010: LXD – Legion der außergewöhnlichen Tänzer (The LXD: The Legion of Extraordinary Dancers, Fernsehserie, 1 Folge 2x06)
- 2009–2011: Glee (Fernsehserie, 3 Folgen)
- 2011: Honey 2 – Lass keinen Move aus (Honey 2)
- 2011: Leave It on the Floor
- 2011: David Guetta Feat. Flo Rida and Nicki Minaj: Where Them Girls At (Musik-Video)
- 2012: Jennifer Lopez Feat. Pitbull: Dance Again (Musik-Video)
- 2014: The Big Bang Theory (Fernsehserie, 1 Folge 7x23)
- 2014: Benched (Fernsehserie, 1 Folge 1x05)
- 2015: Nicki Minaj: The Night Is Still Young (Musik-Video)
- 2015: Street
- 2016: The Perfect Match
- 2016: Restored Me
- 2016: Wild of the Night
- 2016–2017: Shades of Blue (Fernsehserie, 2 Folgen)
- 2017: Dirty Dancing: Fernseh-Special (Dirty Dancing)
- 2017: Becky G Feat. Bad Bunny: Mayores (Musik-Video)
- 2018: King Bachelor's Pad (Fernsehserie, 1 Folge DEAR YOUTUBE, My Favorite Director)
- 2018: S.W.A.T. (Fernsehserie, 1 Folge 2x01)
- 2018: Shameless: Nicht ganz nüchtern (Shameless 1 Folge 9x06)
- 2018: Bella's Story
- 2019: Instant Crush (Fernsehserie)
- 2019: Los Leones
- 2020: Unbelievable!!!!!
- 2021: Fortress
- 2022: North of the 10
- 2023: No Way Out